# Rive Droite

De arrondissementen van Parijs; de Rive Droite wordt gevormd door de arrondissementen aan de noordzijde van de Seine

Met de Rive Droite (Frans voor rechteroever) wordt de rechteroever van de rivier de Seine in de Franse hoofdstad Parijs bedoeld. Plaatselijk stroomt de rivier vrijwel westwaarts. Hij deelt daarbij Parijs in een noordelijk deel op de rechter- en een zuidelijk deel op de linkeroever. Alles ten noorden van de Seine wordt beschouwd als liggende aan de Rive Droite.
Terwijl de linkeroever vooral geassocieerd wordt met de Parijse intellectuele elite en de bohemien, is de rechteroever vooral het centrum van de handel en de financiën. Deze elementen worden vertegenwoordigd door onder andere het Place Vendôme, het winkelcentrum Les Halles en het Palais Brongniart. Laatstgenoemde herbergde vroeger de Parijse beurs. De belangrijkste straat van de Rive Droite is zonder twijfel de Avenue des Champs-Élysées. Andere bekende straten zijn onder meer de Rue de la Paix, de Rue de Rivoli en de Avenue Montaigne.

## Arrondissementen
- 1e arrondissement (behalve het Île de la Cité)
- 2e arrondissement
- 3e arrondissement
- 4e arrondissement (behalve het Île de la Cité en het Île Saint-Louis)
- 8e arrondissement
- 9e arrondissement
- 10e arrondissement
- 11e arrondissement
- 12e arrondissement
- 16e arrondissement
- 17e arrondissement
- 18e arrondissement
- 19e arrondissement
- 20e arrondissement